# Джакомелли, Марио
Марио Джакомелли (итал.  Mario Giacomelli; 1 августа 1925, Сенигаллия — 27 ноября 2000, Сенигаллия) — итальянский фотограф.

## Биография
В 13 лет бросил школу, стал работать в типографии, интересовался шрифтами. В свободное время занимался живописью, писал стихи. Увлекался автомобильными гонками, но после серьёзного инцидента в 1952 году простился с этой страстью. Занялся фотографией. Снимал стариков в доме для престарелых, где работала его мать. Познакомился с крупным фотомастером Джузеппе Кавалли, испытал его влияние. В 1955 году получил первую премию на национальной фотовыставке в Кастельфранко-Венето. В 1963 руководитель отдела фотографии МОМА приобрел ряд фотографий Джакомелли для экспозиции музея. В конце 1960-х Джакомелли заинтересовался лирической абстракцией, стал работать в этом направлении.

## Выставки
Работы Джакомелли экспонировались в Канаде, Великобритании, Японии, его выставки прошли в Милане, Парме, Вене, Барселоне, Москве.

## Признание
Премия по культуре Немецкого фотографического общества (1995).